# Hans-Joachim Walde
Hans-Joachim Walde   (Gmina Lubin, 28 de juny de 1942 - Jever, 18 d'abril de 2013) fou un atleta alemany, especialista en el decatló, guanyador de dues medalles olímpiques.
El 1964 va prendre part en els Jocs Olímpics d'Estiu de Tòquio, on va guanyar la medalla de bronze en la prova del decatló del programa d'atletisme. Quatre anys més tard, als Jocs de Ciutat de Mèxic, i sota bandera de la República Fedral Alemanya, va guanyar la medalla de plata en la mateixa prova. El 1972, als Jocs de Munic, abandonà en la prova del decatló.
En el seu palmarès també destaquen els campionats alemanys de decatló de 1964 i 1969. El 1970 va establir un rècord mundial de l'heptatló. Durant diversos anys va ser el portaveu dels atletes de l'equip nacional alemany. Una vega retirat va exercir de cirurgià ortopèdic. Primer es va especialitzar en traumatismes generals, però després es va passar a la medicina esportiva, en particular a la cirurgia de l'espatlla. Va ser membre de la Societat Alemanya d'Espatlla i Colze (DVSW) i director de medicina esportiva a l'Hospital del Nord-oest a Frisian Sanderbusch, Baixa Saxònia. El seu fill Hendrik també va competir en decatló.

## Millors marques
- Decatló. 8.122 punts (1971)[3]